# Lanterne des morts de Saint-Victurnien
La lanterne des morts de Saint-Victurnien est un monument funéraire, situé sur la commune de Saint-Victurnien, dans le département français de la Haute-Vienne.

## Localisation
La lanterne est située dans le cimetière, sur le territoire de la commune de Saint-Victurnien, dans le département de la Haute-Vienne, en région Nouvelle-Aquitaine, en France.

## Historique
La lanterne date du XIIe siècle.
Le monument est classé au titre des monuments historiques par arrêté du 9 avril 1910.

## Description
La lanterne a une hauteur d'environ 7 mètres pour 90 centimètres de côté ; son socle est une base carrée de 2,10 mètres de largeur. La lanterne se présente sous la forme d'une colonne carrée creuse, terminée à son sommet par lanternon ouvert de quatre baies en plein cintre reposant sur des colonnettes,. L'ouverture permettant à une personne de s'introduire et de monter la lumière jusqu'au lanternon fait 55 centimètres sur 38 centimètres.

## Galerie

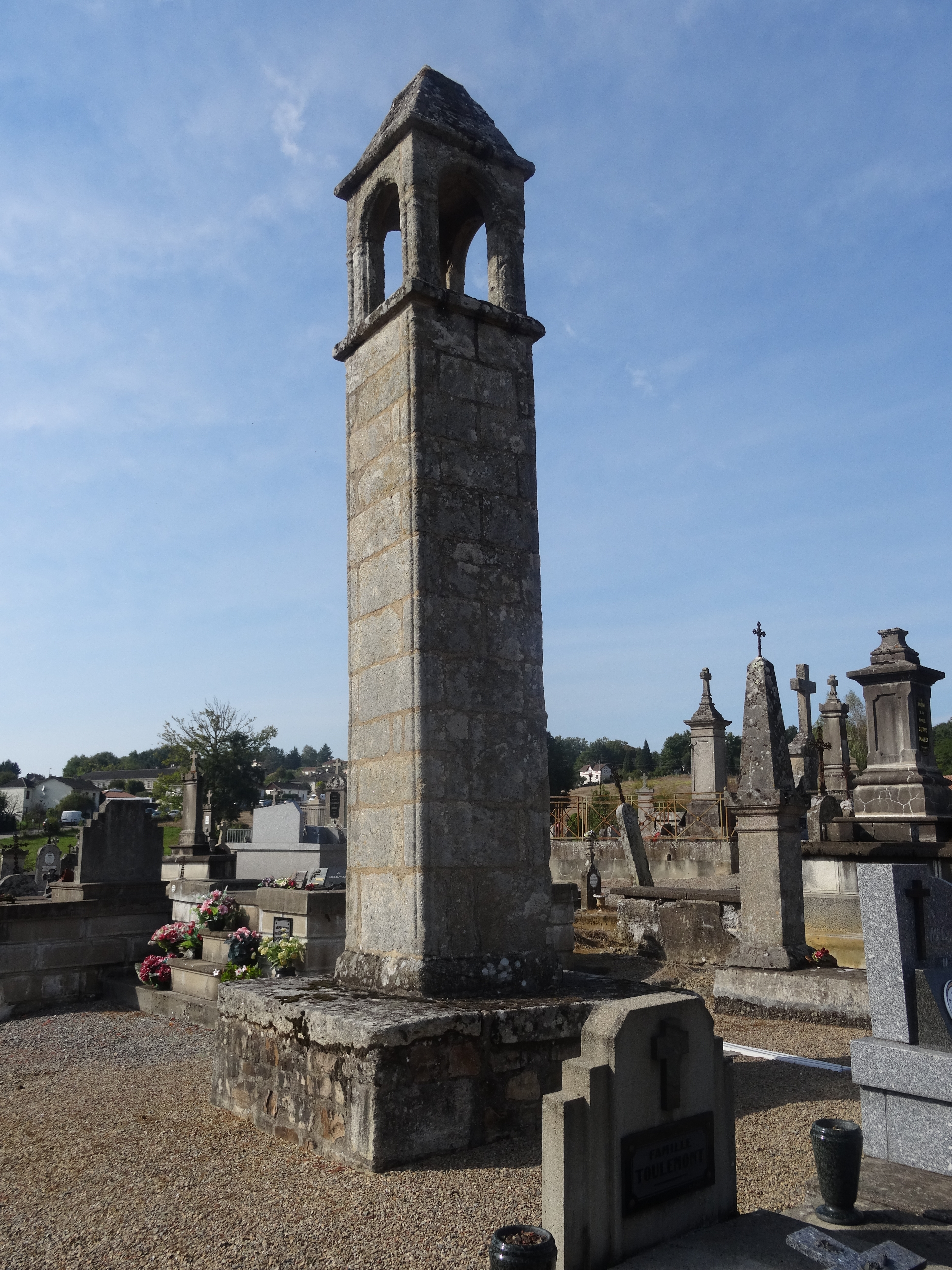
La lanterne
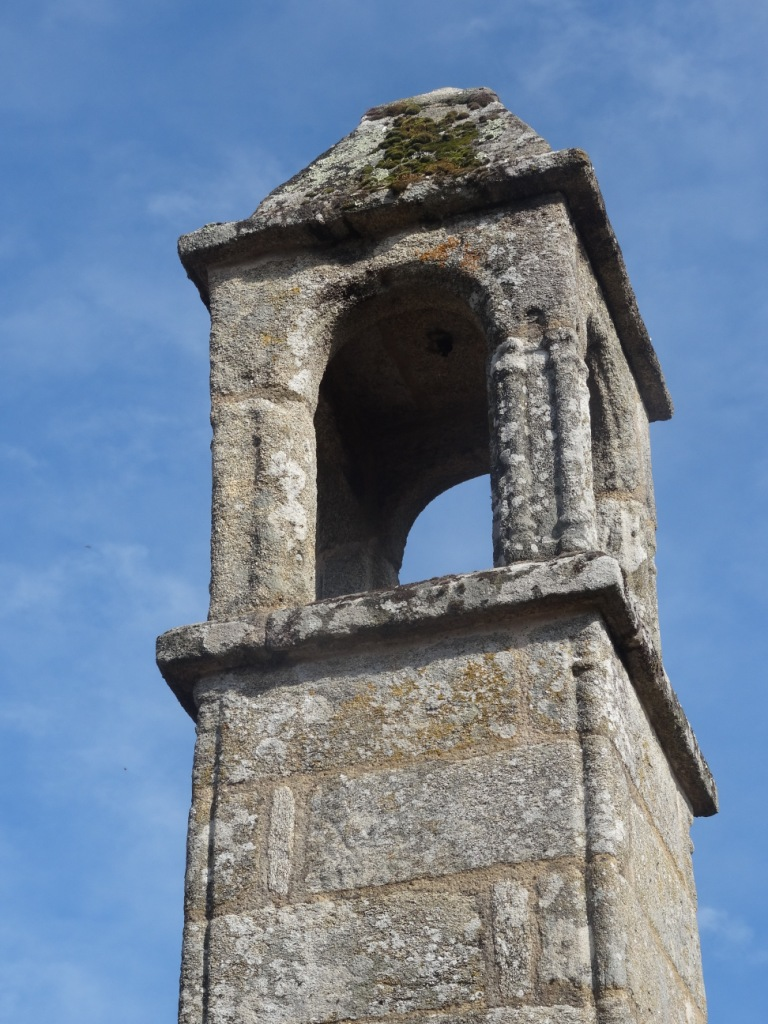
Détail du lanternon